# Ferran, fill de Jaume II de Mallorca
Ferran de Mallorca (abans de 1270 - ?) va ser un noble i cavaller, net de Jaume el Conqueridor i de Violant d'Hongria.

## Orígens familiars
Fill del rei Jaume II de Mallorca i germà de Sanç I de Mallorca, entre d'altres. Era net per línia paterna de Jaume el Conqueridor i de Violant d'Hongria.
Nascut probablement abans de l'any 1270 , devia ser un fill il·legítim o en tot cas, d'una relació anterior. No se l'ha de confondre amb el seu germà, anomenat també Ferran, fill de Jaume II i Esclarmonda de Foix, nascut l'any 1285 .

## Biografia

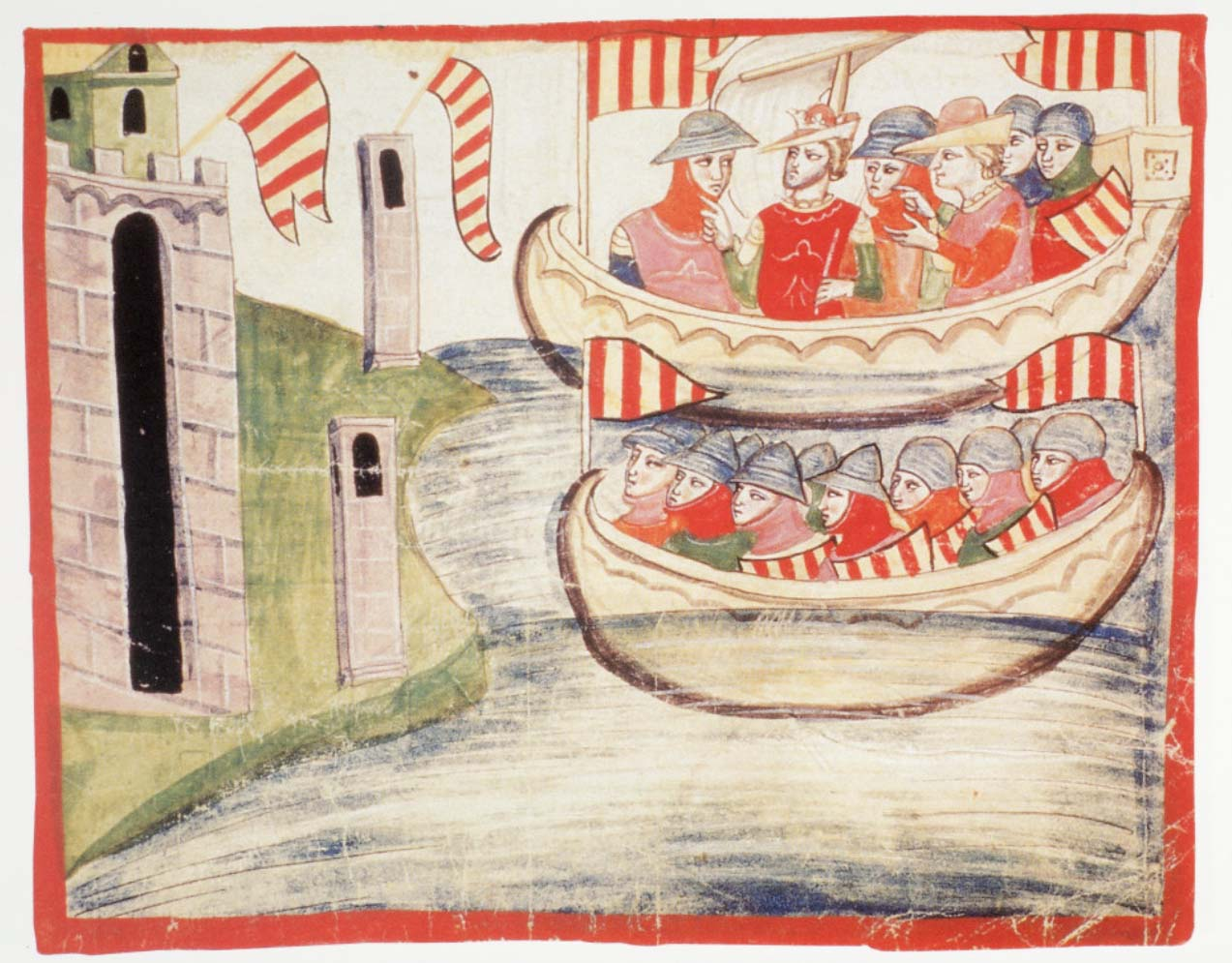
Conquesta de Sicília per Pere el Gran. Ferran hauria acompanyat al seu oncle en aquesta empresa.

Se'l menciona entre els cent cavallers escollits pel seu oncle, Pere el Gran per acompanyar-lo en el desafiament de Bordeus contra Carles I de Nàpols l'any 1283. Aquest cent cavallers , haurien estat escollits entre els qui havien acompanyat al rei Pere a la conquesta de Sicília l'any 1282, el que indica que Ferran ja hauria acompanyat al seu oncle en aquest empresa.
Segons alguns autors, Jaume II de Mallorca s'hauria ofert a acompanyar al seu germà Pere en la seva croada al nord d'Àfrica , tot i que Pere refusà al·legant que preferia que Jaume no l'acompanyes i es quedés defensant els seus regnes. Amb tot, aquesta disposició de Jaume II explica la presència d'un fill seu en l'expedició, així com un grup notable de cavallers rossellonesos, ja aleshores súbdits del rei de Mallorca .
Es desconeix la data de la seva mort, tot i que probablement fou prematura. És possible que el fet de portar el mateix nom que un altre fill de Jaume II, l'Infant Ferran, hagi emmascarat els pocs detall biogràfics que es puguin haver conservat sobre aquest personatge .